# 570 Kythera
570 Kythera eller 1905 QX är en asteroid i huvudbältet, som upptäcktes 30 juli 1905 av den tyske astronomen Max Wolf i Heidelberg. Den är uppkallad efter den grekiska ön Kythera.
Asteroiden har en diameter på ungefär 87 kilometer och tillhör asteroidgruppen Cybele.